# ネクスエンタテインメント
株式会社ネクスエンタテインメントは、かつて存在した日本のコンピュータゲーム開発会社。フィールズの連結子会社であった。

## 概要
1992年9月、セガと読売企画の出資により株式会社エマーグとして設立。1994年3月に株式会社ネクステックに商号変更。1997年8月、セガ・エンタープライゼスの100%子会社となる。2003年11月、MBOを実施。2005年7月、株式会社ネクスエンタテインメントに商号変更。2011年11月にフィールズの子会社となる。
2016年7月29日に解散が発表された。

## 沿革
- 1992年 株式会社エマーグ設立。
- 1994年 ネクステックに商号変更。
- 2005年 ネクスエンタテインメントに商号変更。
- 2003年 MBOを実施しセガグループより独立。
- 2011年 フィールズの連結子会社となる。
- 2016年 解散および清算を発表。

## 開発作品
エマーグ時代
- 1993年 MD　エクスランザー（セガ）
- 1994年 MD　幽☆遊☆白書 外伝（セガ）

ネクステック時代
- 1994年 MD 新創世記ラグナセンティ（セガ）
- 1995年 GG シルヴァンテイル（セガ）
- 1995年 SS グランチェイサー（セガ）
- 1995年 SS 闘神伝S（タカラ）
- 1996年 SS リンクル・リバー・ストーリー　（セガ）
- 1996年 SS 闘神伝URA （タカラ）
- 1997年 SS ディ・サード （タカラ）
- 1997年 SS バイオハザード （カプコン）
- 1998年 SS プロ野球グレイテストナイン'98 （セガ）
- 1998年 SS チョロQパーク （タカラ）
- 1998年 SS グレイテストナイン'98 サマーアクション （セガ）
- 1999年 Win95 ダークアイズ （ネクステック）
- 2000年 DC バイオハザード コード:ベロニカ （カプコン）
- 2000年 Win95/98 ドリームスタジオ （セガ）
- 2000年 Win95 ダークアイズ2000 （ネクステック）
- 2001年 PS2 バイオハザード コード:ベロニカ 完全版 （カプコン）
- 2002年 XB 真・女神転生 NINE （アトラス）
- 2003年 PS2 白中探険部 （タイトー）
- 2003年 AC タイムクライシス3  （ナムコ）
- 2003年 PS2 バトルギア3 （タイトー）
- 2004年 PS2 シャイニング・ティアーズ （セガ）

ネクスエンタテインメント時代
下記の他に、他社製のゲームのモバイル向け移植も行っていた。
- 2005年 AC  コブラ・ザ・アーケード（ナムコ）
- 2006年 DS 聖剣伝説DS CHILDREN of MANA （スクウェア・エニックス）
- 2006年 AC タイムクライシス4 （バンダイナムコゲームス）
- 2007年 PS2 ルパン三世 ルパンには死を、銭形には恋を （バンプレスト）
- 2007年 PS2 シャイニング・ウィンド （セガ）
- 2007年  PS3 タイムクライシス4 （バンダイナムコゲームス）
- 2008年 AC レイジングストーム （バンダイナムコゲームス）
- 2009年 AC ミュージックガンガン! （タイトー）
- 2009年 PS3 ベヨネッタ （セガ）
- 2010年 DS ルパン三世 史上最大の頭脳戦 （バンダイナムコゲームス）
- 2010年 PS3 ビッグスリー ガンシューティング （バンダイナムコゲームス） ※収録作品のうち『タイムクライシス4:アーケードバージョン』と『タイムクライシス:レイジングストーム』の開発を担当
- 2011年 AC ミュージックガンガン! 2 （タイトー）
- 2012年 3DS GUILD01 （レベルファイブ） ※収録作品のうち『レンタル武器屋 de オマッセ』と『CRIMSON SHROUD』の開発を担当
- 2012年 AC ダークエスケープ 3D （バンダイナムコゲームス）
- 2014年 AC セーラーゾンビ〜AKB48 アーケード・エディション〜 （バンダイナムコゲームス）
- 2015年 iOS/Android 殉職刑事～死してなお戦い続ける男～
- 2015年 iOS/Android 殉職刑事～アミダにほえろ！～
- 2015年 iOS/Android さらば！殉職刑事
- 開発中止 PS4 キリングバイツ ※2016年、ネクスエンタテインメント解散により、発売元を親会社のフィールズへと変更。その後、2017年、開発中止。